# Dunaújvárosi Acélbikák
Dunaújvárosi Acélbikák är en ishockeyklubb från staden Dunaújváros i Ungern. Klubben grundades 1977 och hade då namnet "Dunaferr". Sedan 2008 spelar klubben i den internationella ishockeyserien MOL Liga, men deltar även parallellt i den ungerska ligan (OB I bajnokság). Laget vann MOL Liga 2011/12 och 2012/13, den senare av säsongerna vann laget även det ungerska mästerskapet. Laget har även deltagit i den näst högsta ligan efter Österrikiska ishockeyligan i Österrike, Eishockey-Nationalliga.

## Lagnamn
- Dunaferr SE (1977–2002)
- DAC-Invitel (2003–2005)
- DAB-Docler (2006–2015)
- Dunaújvárosi Acélbikák (2015–)